# Abigail Johnston
Abigail Johnston, född den 16 november 1989 i Upper Arlington, Ohio, är en amerikansk simhoppare.
Hon tog OS-silver i synkroniserade svikthopp i samband med de olympiska simhoppstävlingarna 2012 i London.